# 高桥仰贤堂
31°20′51″N 121°34′47″E / 31.34763°N 121.57970°E
高桥仰贤堂，现为高桥历史文化陈列馆，位于中华人民共和国上海市浦东新区高桥镇义王路1号，是一个民国时期住宅建筑、上海市文物保护单位。

## 特点
高桥仰贤堂为沈晋福（晋泰号的老板）旧居。建筑师为沈晋福的亲家蔡少褀，他原为法租界营造厂的土木工程师。工程由于一直拖，1933年沈晋福去世（享年48岁），后人在新建客厅中为其入殓出殡，故宅名为“仰贤堂”。1933年该宅竣工，是高桥镇上第一家建有地下室的住宅。它临靠高桥港，建筑面积约1100平方米（主楼约640平方米），坐北朝南，为二层砖木结构、以中式建筑为主，内部客厅与玻璃门窗装修沿用西式风格。平顶为晒台、傍水观景，楼下有地下室，四周有5米高的防火墙。
上海战役时，曾作为中华民国国军的据点，外墙留有3个弹孔，自上而下等间距排列。中华人民共和国时期，稍做修缮。2006年建成高桥历史文化陈列馆，2007年5月15日正式向社会开放。2014年4月4日，公布为上海市文物保护单位。